# Richard Schunke
Richard Schunke (25 de Mayo, Misiones; 26 de noviembre de 1991) es un futbolista argentino nacionalizado ecuatoriano. Juega de defensa central y su equipo actual es Independiente del Valle de la Serie A de Ecuador.

## Trayectoria
Schunke debutó con Almagro en la Primera B Nacional en 2011 y se mantuvo hasta 2016 acumulando 145 partidos y ocho goles en ese periodo.
En 2017 fue contratado por el Deportivo Cuenca donde se encontraba el entrenador Gabriel Schürrer y tuvo una buena temporada donde su equipo disputó los puestos de copas internacionales y al finalizar la temporada logró la clasificación a la Copa Sudamericana 2018.
En 2018 luego de tener una excelente campaña en el Deportivo Cuenca, fue contratado por Independiente del Valle jugando casi toda una campaña. En 2019 obtuvo la Copa Sudamericana 2019, siendo este uno de sus primeros títulos en su historia. En 2021 tras el equipo lograr una buena campaña se consagró campeón de la Serie A de Ecuador derrotando al Emelec 4-2 en el global de la final del torneo donde fue uno de los partícipes en el gol en la final de vuelta así ganando por primera vez el título local.
En 2022 consiguió la Copa Ecuador y la Conmebol Sudamericana siendo partícipe con dos goles y una asistencia. En 2023 se consagró campeón de la Recopa Sudamericana 2023 siendo partícipe del penal decisivo y obteniendo su tercer título internacional.

## Vida personal
Su hermano mayor Jonathan Schunke también se desempeñaba como futbolista, habiéndose retirado de la práctica profesional en 2023, en el Club Deportivo Guaraní Antonio Franco de su provincia natal. Actualmente es el director Técnico de la división reserva de Estudiantes de la Plata.

## Estadísticas

### Clubes
Actualizado al último partido jugado el 19 de agosto de 2025.
| Club                              | Temporada     | Liga  | Liga  | Copas nacionales | Copas nacionales | Copas internacionales | Copas internacionales | Total | Total |
| Club                              | Temporada     | Part. | Goles | Part.            | Goles            | Part.                 | Goles                 | Part. | Goles |
| --------------------------------- | ------------- | ----- | ----- | ---------------- | ---------------- | --------------------- | --------------------- | ----- | ----- |
| Almagro Argentina                 | 2011-12       | 16    | 2     | 0                | 0                | -                     | -                     | 16    | 2     |
| Almagro Argentina                 | 2012-13       | 43    | 4     | 1                | 0                | -                     | -                     | 44    | 4     |
| Almagro Argentina                 | 2013-14       | 38    | 3     | 1                | 0                | -                     | -                     | 39    | 3     |
| Almagro Argentina                 | 2014          | 18    | 0     | 1                | 0                | -                     | -                     | 19    | 0     |
| Almagro Argentina                 | 2015          | 6     | 0     | 0                | 0                | -                     | -                     | 6     | 0     |
| Almagro Argentina                 | 2016          | 15    | 0     | 3                | 0                | -                     | -                     | 18    | 0     |
| Almagro Argentina                 | 2016-17       | 3     | 0     | 0                | 0                | -                     | -                     | 3     | 0     |
| Almagro Argentina                 | Total club    | 139   | 9     | 6                | 0                | -                     | -                     | 145   | 9     |
| Deportivo Cuenca · Ecuador        | 2017          | 43    | 2     | -                | -                | 2                     | 0                     | 45    | 2     |
| Deportivo Cuenca · Ecuador        | Total club    | 43    | 2     | -                | -                | 2                     | 0                     | 45    | 2     |
| Independiente del Valle · Ecuador | 2018          | 35    | 0     | -                | -                | 2                     | 0                     | 37    | 0     |
| Independiente del Valle · Ecuador | 2019          | 20    | 2     | 0                | 0                | 9                     | 0                     | 29    | 2     |
| Independiente del Valle · Ecuador | 2020          | 22    | 1     | 0                | 0                | 9                     | 0                     | 31    | 1     |
| Independiente del Valle · Ecuador | 2021          | 31    | 3     | 0                | 0                | 11                    | 0                     | 42    | 3     |
| Independiente del Valle · Ecuador | 2022          | 27    | 0     | 8                | 1                | 13                    | 2                     | 48    | 3     |
| Independiente del Valle · Ecuador | 2023          | 14    | 0     | 1                | 0                | 7                     | 0                     | 22    | 0     |
| Independiente del Valle · Ecuador | 2024          | 24    | 0     | 4                | 0                | 8                     | 0                     | 36    | 0     |
| Independiente del Valle · Ecuador | 2025          | 16    | 0     | 0                | 0                | 7                     | 0                     | 23    | 0     |
| Independiente del Valle · Ecuador | Total club    | 189   | 6     | 13               | 1                | 66                    | 2                     | 268   | 9     |
| Total carrera                     | Total carrera | 371   | 17    | 19               | 1                | 68                    | 2                     | 458   | 20    |
| 1. 2.                             |               |       |       |                  |                  |                       |                       |       |       |

### Participaciones internacionales
| Club                     | País                    | Resultado    |
| ------------------------ | ----------------------- | ------------ |
| Copa Libertadores 2018   | Independiente del Valle | Segunda fase |
| Copa Sudamericana 2019   | Independiente del Valle | Campeón      |
| Copa Sudamericana 2022   | Independiente del Valle | Campeón      |
| Recopa Sudamericana 2023 | Independiente del Valle | Campeón      |

## Palmarés

### Campeonatos nacionales
| Título               | Club                    | Año  |
| -------------------- | ----------------------- | ---- |
| Serie A de Ecuador   | Independiente del Valle | 2021 |
| Copa Ecuador         | Independiente del Valle | 2022 |
| Supercopa de Ecuador | Independiente del Valle | 2023 |

### Campeonatos internacionales
| Título              | Club                    | Año  |
| ------------------- | ----------------------- | ---- |
| Copa Sudamericana   | Independiente del Valle | 2019 |
| Copa Sudamericana   | Independiente del Valle | 2022 |
| Recopa Sudamericana | Independiente del Valle | 2023 |

### Distinciones individuales
| Distinción                                       | Año  |
| ------------------------------------------------ | ---- |
| 11 ideal de la Copa Sudamericana                 | 2019 |
| Incluido en el 11 ideal de la Serie A de Ecuador | 2021 |
| 11 ideal de la Copa Sudamericana                 | 2022 |
| Incluido en el 11 ideal de la Serie A de Ecuador | 2022 |